# Chiesa dei Santi Maria e Dalmazzo
La chiesa dei Santi Maria e Dalmazzo è la parrocchiale di Masio, in provincia di Alessandria e diocesi di Asti; fa parte della zona pastorale Est.

## Storia
L'originaria chiesa di Masio, intitolata unicamente alla Vergine Maria, sorse probabilmente verso l'anno mille; in essa fu siglata nel 1223 la pace tra le città di Alba, Alessandria ed Asti.
Tra i secoli XIII e XIV la chiesa venne interessata da un rifacimento; nel Cinquecento ai aggiunse anche la dedizione a san Dalmazzo e da un documento coevo si apprende che le volte e il patimento erano in buone condizioni e che erano presenti tre altari.
Nel XVII secolo la struttura subì dei danni a causa di un incendio appiccato durante un conflitto contro gli spagnoli; grazie ad un atto settecentesco si apprende che la parete meridionale era rovinata a causa delle infiltrazioni d'acqua.
La parrocchiale venne rimaneggiata alla fine dell'Ottocento, allorché furono realizzate le cappelle laterali; tra gli anni venti e trenta nel secolo successivo si provvide a ristrutturare e a consolidare l'edificio.

## Descrizione

### Esterno
La facciata a salienti della chiesa, rivolta a ponente e scandita da lesene sorreggenti dei pinnacoli, presenta al centro il portale d'ingresso lunettato e un rosone oppilato quasi del tutto, mentre ai lati vi sono due finestre a tutto sesto e due oculi murati.
Annesso alla parrocchiale è il campanile a base quadrata, suddiviso in più registri da cornici marcapiano; la cella presenta su ogni lato una bifora ed è coperta dal tetto a quattro falde.

### Interno
L'interno dell'edificio è suddiviso da pilastri in tre navate, di cui la centrale coperta da volte a crociera e le laterali terminanti con due cappelle dedicate rispettivamente a Sant'Antonio da Padova e a Santa Rita; a conclusione dell'aula si sviluppa il presbiterio di forma quadrangolare, rialzato di due gradini.